# Куртене-Латимер, Марджори
Дорис Эйлин Марджори Куртене-Латимер  (англ. Marjorie Eileen Doris Courtenay-Latimer; 24 февраля 1907, Ист-Лондон — 17 мая 2004 года, там же) — южноафриканская музейная работница и натуралистка, которая в 1938 году обнаружила латимерию — рыбу, считавшуюся вымершей шестьдесят пять миллионов лет назад.

## Биография
Куртене-Латимер родилась в Ист-Лондоне, Южно-Африканский Союз, была дочерью станционного смотрителя, работавшего в железнодорожной компании Transnet Freight Rail, детство провела в Аливал-Норте. Родилась на два месяца раньше срока, на протяжении всего детства была болезненным ребёнком и однажды чуть не умерла от дифтерии. Несмотря на слабое здоровье, с юных лет была заядлой натуралисткой, увлекалась орнитологией, естественной историей и ботаникой и предпочитала активные виды отдыха на открытом воздухе. Во время посещения дома своей бабушки на океанском побережье была очарована маяком на Острове птиц. В одиннадцатилетнем возрасте дала обещание, что станет экспертом по птицам.
После окончания школы прошла обучение на медсестру в Кинг-Уильямс-Таун, но незадолго до окончания обучения узнала о появлении вакансии натуралиста в недавно на тот момент открывшемся Музее Ист-Лондона. Несмотря на отсутствие у неё профессионального образования в области естественных наук, произвела впечатление на принимавших её на работу людей своими знаниями о природе Южной Африки и была принята на работу в августе 1931 года в возрасте двадцати четырёх лет.
Куртене-Латимер работала в музее Ист-Лондона до конца своей трудовой деятельности, сделав перерыв на работу на ферме в национальном парке Цицикамма, во время которой написала книгу о цветах.
Дорис никогда не была замужем, поскольку человек, бывший «любовью её жизни», скончался, когда девушке было немногим более двадцати .

## Обнаружение латимерии

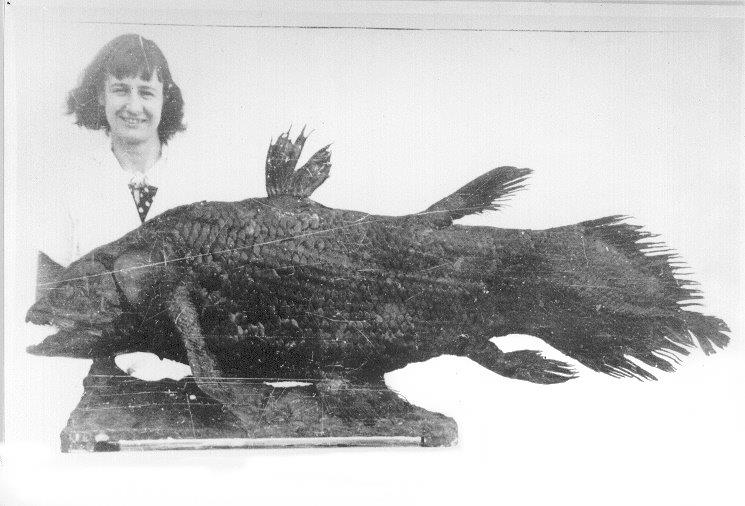
Марджори Куртене-Латимер и обнаруженная ею латимерия

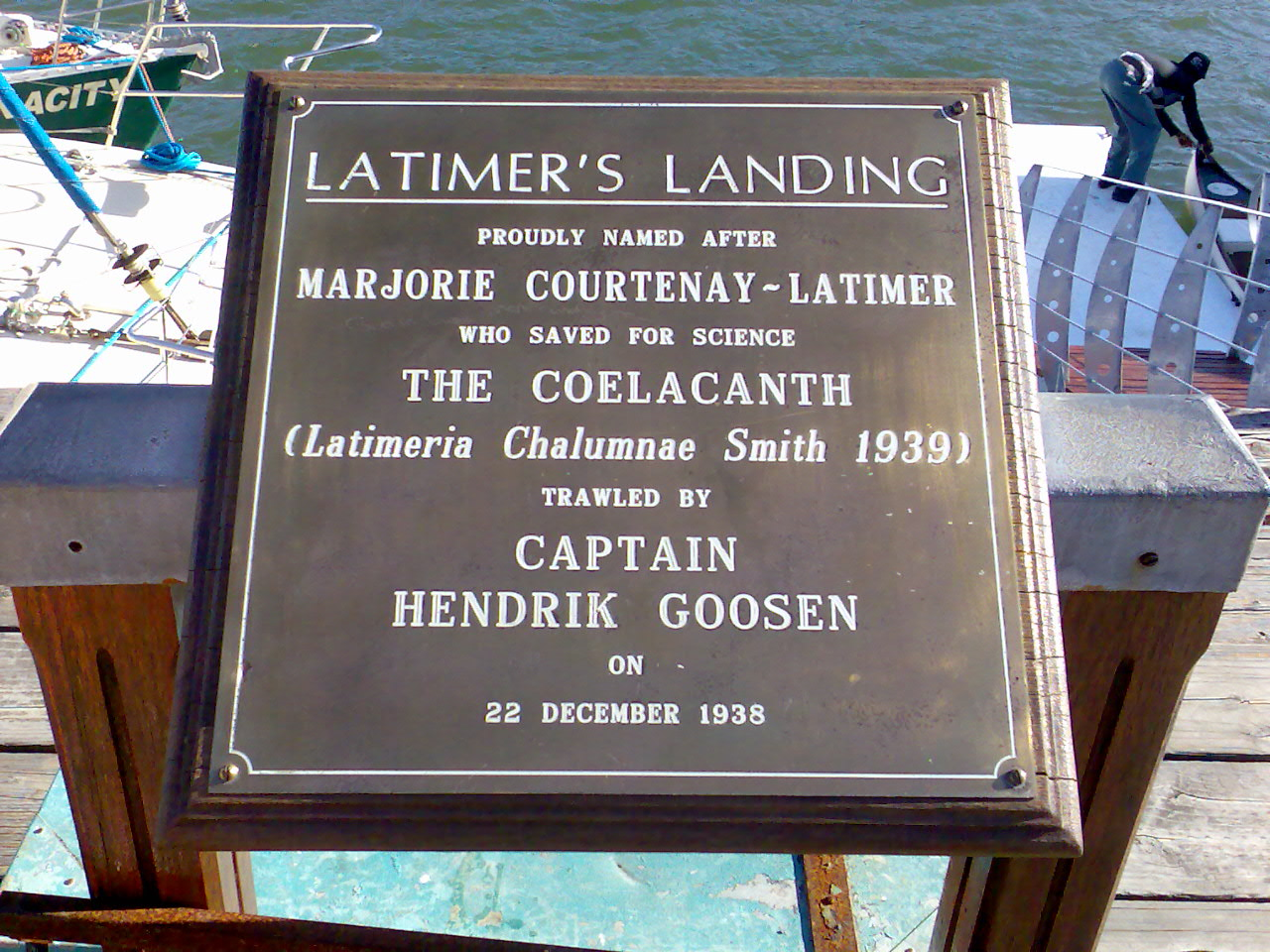
Мемориальная табличка на месте обнаружения латимерии

Во время работы Куртене много внимания уделяла сбору камней, раковин, перьев и других естественных образцов, а также всегда стремилась лично осмотреть необычные уловы известных рыбаков. 22 декабря 1938 года после получения телефонного звонка о странной пойманной рыбе она отправилась в доки капитана Хендрика Госена, ведшего промысел в устье реки Чалумна, чтобы изучить улов. Куртене отвезла рыбу в музей и после безуспешных попыток самостоятельно опознать её связалась со своим знакомым ихтиологом Джейсом Смитом, преподававшим в Университете Родса, который, прибыв к ней 16 февраля 1939 года, признал обнаруженную рыбу живым ископаемым, считавшимся вымершим миллионы лет назад. Находке было присвоено видовое название Latimeria chalumnae — в честь Куртене и реки Чалумна, где рыба была выловлена.
В 1971 году Марджори Куртене-Латимер была присвоена почётная докторская степень от Университета Родса. Была в числе основателей ассоциации музеев Южной Африки.